# Ноґат (Куявсько-Поморське воєводство)
Ноґат (пол. Nogat, нім. Gross-Nogath) — село в Польщі, у гміні Ласін Ґрудзьондзького повіту Куявсько-Поморського воєводства.
Населення — 145 осіб (2011).
У 1975-1998 роках село належало до Торунського воєводства.

## Демографія
Демографічна структура станом на 31 березня 2011 року:
|          | Загалом | Допрацездатний вік | Працездатний вік | Постпрацездатний вік |
| -------- | ------- | ------------------ | ---------------- | -------------------- |
| Чоловіки | 70      | 15                 | 46               | 9                    |
| Жінки    | 75      | 13                 | 43               | 19                   |
| Разом    | 145     | 28                 | 89               | 28                   |